# Anki
Anki（アンキ）は、暗記のための自由かつオープンソースな単語帳ソフトウェアである。日本語の「暗記（あんき）」にちなんで名づけられた。問題文と解答をペアにした暗記カードの問題集を自作し、それで学習することができる。

## 特徴
能動的に思い出すテスト（active recall）、間隔をあけた復習 (spaced repetition)、忘却曲線に基づいて出題頻度を管理することができる。
画像や音声を埋め込むことが出来るので、問題文を画像にして、それに対する答えを単語で答える問題集や、音声に対して答える問題集、発音が似通った音声を聞き比べるリスニング問題集なども作れる。数式を埋め込むことが可能で、数式を覚えるために用いることもできる。MiKTeXやdvipngなどのソフトをインストールしていけばLaTeXファイルを用いることもできる。
1つのデータから複数のカードを作れるので、例えば和訳問題・英訳問題・リスニング問題を1つのデータから同時生成することなども可能である。
また、アドオンが充実しており、無料で利用することができる。例えば中国語の学習用に漢字から音声とピンインを埋めるアドオンなどがある。
MnemosyneやSuperMemoに類似したシステムである。Ankiの間隔をあけた復習の間隔を決める計算式はSuperMemoのSM-2に基づく。

## AnkiWeb
AnkiWebはAnkitects Pty Ltd (Damien Elmesの会社)が開発提供しているウェブサービスである。アカウントを作成することで、ウェブ上でカードの作成、学習および各エディション間の学習状況の同期ができる。これを利用すれば、例えば、問題集はパソコンで作り、勉強はスマートフォンで行うという使い方もできる。
また、AnkiWeb上のカードは、誰でも公開し共有することができる。公開されているカードはすべて無料でダウンロードすることができる。

## エディション
| エディション                       | 名称                  | 開発者                                 | 備考                                                                |
| ---------------------------------- | --------------------- | -------------------------------------- | ------------------------------------------------------------------- |
| パソコン （Windows, macOS, Linux） | Anki                  | Damien Elmes                           | おおもとのソフトウェア。                                            |
| ウェブブラウザ                     | AnkiWeb               | Ankitects Pty Ltd (Damien Elmesの会社) | 各エディション間での学習状況の共有にも利用できる。                  |
| Android                            | AnkiDroid Flashcards  | AnkiDroid Open Source Team             | Ankiとは開発元が異なるが、AnkiのコードをAndroid向けに移植したもの。 |
| iOS（iPhone, iPad）                | AnkiMobile Flashcards | Ankitects Pty Ltd (Damien Elmesの会社) | Ankiの開発元で開発提供されているiOS向けアプリ。                     |

iOS 版だけ有償で、それ以外は無償。モバイル向けに AnkiMini があったが2010年が最後の更新。
似た名称で同じようなアプリケーションである AnkiApp があるが、これは Admium Corp. が開発している別物である。